# تکواندو در المپیک تابستانی ۲۰۲۰
تکواندو در بازی‌های المپیک تابستانی ۲۰۲۰ (انگلیسی: Taekwondo at the 2020 Summer Olympics)
یکی از ورزش‌های بازی‌های المپیک تابستانی ۲۰۲۰ است که با حضور ۱۲۸ تکواندوکار در ۸ وزن (۴ وزن مردان و ۴ وزن زنان) از ۲۴ ژوئیه تا ۲۷ ژوئیه ۲۰۲۱ برگزار شد.

## برنامه مسابقات
| تاریخ ← | ۲۴    | ۲۵    | ۲۶    | ۲۷     |
| مردان   | ۵۸ ک‌گ | ۶۸ ک‌گ | ۸۰ ک‌گ | ۸۰+ ک‌گ |
| زنان    | ۴۹ ک‌گ | ۵۷ ک‌گ | ۶۷ ک‌گ | ۶۷+ ک‌گ |
| ------- | ----- | ----- | ----- | ------ |

## شرکت کنندگان

### کشورهای شرکت کننده
ایران 
ایتالیا
اسرائیل 
چین 
روسیه 
فرانسه

## خلاصه مدال‌ها

### جدول مدال‌ها
*   کشور میزبان (ژاپن)
| رتبه            | کشور                | طلا | نقره | برنز | مجموع |
| --------------- | ------------------- | --- | ---- | ---- | ----- |
| ۱               | چین                 | ۲   | ۱    | ۱    | ۴     |
| ۲               | صربستان             | ۱   | ۰    | ۱    | ۲     |
| ۲               | کرواسی              | ۱   | ۰    | ۱    | ۲     |
| ۴               | ازبکستان            | ۱   | ۰    | ۰    | ۱     |
| ۴               | ایالات متحده آمریکا | ۱   | ۰    | ۰    | ۱     |
| ۴               | ایتالیا             | ۱   | ۰    | ۰    | ۱     |
| ۴               | تایلند              | ۱   | ۰    | ۰    | ۱     |
| ۸               | بریتانیای کبیر      | ۰   | ۲    | ۱    | ۳     |
| ۹               | کره جنوبی           | ۰   | ۱    | ۲    | ۳     |
| ۱۰              | اردن                | ۰   | ۱    | ۰    | ۱     |
| ۱۰              | اسپانیا             | ۰   | ۱    | ۰    | ۱     |
| ۱۰              | تونس                | ۰   | ۱    | ۰    | ۱     |
| ۱۰              | مقدونیه شمالی       | ۰   | ۱    | ۰    | ۱     |
| ۱۴              | ترکیه               | ۰   | ۰    | ۲    | ۲     |
| ۱۴              | مصر                 | ۰   | ۰    | ۲    | ۲     |
| ۱۶              | اسرائیل             | ۰   | ۰    | ۱    | ۱     |
| ۱۶              | ساحل عاج            | ۰   | ۰    | ۱    | ۱     |
| ۱۶              | فرانسه              | ۰   | ۰    | ۱    | ۱     |
| ۱۶              | چین                 | ۰   | ۰    | ۱    | ۱     |
| ۱۶              | چین تایپه           | ۰   | ۰    | ۱    | ۱     |
| ۱۶              | کوبا                | ۰   | ۰    | ۱    | ۱     |
| مجموع (۲۱ کشور) | مجموع (۲۱ کشور)     | ۸   | ۸    | ۱۶   | ۳۲    |

### مسابقات مردان
| رویداد            | طلا                                  | نقره                            | برنز                                   |
| مگس وزن (۵۸ ک‌گ)   | ویتو دل آکیلا · ایتالیا              | محمد خلیل الجندوبی · تونس       | جانگ جون · کره جنوبی                   |
| مگس وزن (۵۸ ک‌گ)   | ویتو دل آکیلا · ایتالیا              | محمد خلیل الجندوبی · تونس       | میخائیل آرتامونوف · کمیته المپیک روسیه |
| پر وزن (۶۸ ک‌گ)    | اولوگبک رشیتوف · ازبکستان            | بردلی سیندن · بریتانیای کبیر    | هاکان رچبر · ترکیه                     |
| پر وزن (۶۸ ک‌گ)    | اولوگبک رشیتوف · ازبکستان            | بردلی سیندن · بریتانیای کبیر    | ژائو شوای · چین                        |
| میان‌وزن (۸۰ ک‌گ)   | ماکسیم خرامتسوف · کمیته المپیک روسیه | صالح الشربتی · اردن             | تونی کانائت · کرواسی                   |
| میان‌وزن (۸۰ ک‌گ)   | ماکسیم خرامتسوف · کمیته المپیک روسیه | صالح الشربتی · اردن             | سیف عیسی · مصر                         |
| سنگین‌وزن (۸۰+ ک‌گ) | ولادیسلاو لارین · کمیته المپیک روسیه | دیان گئورگیفسکی · مقدونیه شمالی | این کیو دان · کره جنوبی                |
| سنگین‌وزن (۸۰+ ک‌گ) | ولادیسلاو لارین · کمیته المپیک روسیه | دیان گئورگیفسکی · مقدونیه شمالی | رافائل آلبا · کوبا                     |

### مسابقات زنان
| رویداد            | طلا                                     | نقره                                 | برنز                           |
| مگس وزن (۴۹ ک‌گ)   | پانیپاک وونگپاتاناکیت · تایلند          | آدریانا سرزو · اسپانیا               | تیانا بوگدانوویچ · صربستان     |
| مگس وزن (۴۹ ک‌گ)   | پانیپاک وونگپاتاناکیت · تایلند          | آدریانا سرزو · اسپانیا               | آویشاگ سمبرگ · اسرائیل         |
| پر وزن (۵۷ ک‌گ)    | آناستازیا زولوتیچ · ایالات متحده آمریکا | تاتیانا کوداشوا · کمیته المپیک روسیه | لو چیا-لینگ · چین تایپه        |
| پر وزن (۵۷ ک‌گ)    | آناستازیا زولوتیچ · ایالات متحده آمریکا | تاتیانا کوداشوا · کمیته المپیک روسیه | هدیچه کبری ایلگون · ترکیه      |
| میان وزن (۶۷ ک‌گ)  | ماتئا یلیچ · کرواسی                     | لورن ویلیامز · بریتانیای کبیر        | روت گباگبی · ساحل عاج          |
| میان وزن (۶۷ ک‌گ)  | ماتئا یلیچ · کرواسی                     | لورن ویلیامز · بریتانیای کبیر        | هدایه ملاک · مصر               |
| سنگین‌وزن (۶۷+ ک‌گ) | میلیتسا ماندیچ · صربستان                | لی دا-بین · کره جنوبی                | آلتئا لورین · فرانسه           |
| سنگین‌وزن (۶۷+ ک‌گ) | میلیتسا ماندیچ · صربستان                | لی دا-بین · کره جنوبی                | بیانکا والکدن · بریتانیای کبیر |